# Yeşim Bostan
Yeşim Bostan (née le 24 mai 1995) est une archère turque.

## Biographie
Bostan commence le tir à l'arc en 2012. En 2014, elle participe à ses premières compétitions internationales. En 2015, elle met pour la première la main sur une médaille d'une épreuve mondiale en remportant l'argent à l'épreuve par équipe mixte dans l'épreuve de Shanghai à la coupe du monde. En 2016, elle remporte l'épreuve par équipe femme aux championnats d'Europe de 2016, il s'agit de sa première médaille d'or continentale.

## Palmarès
- Championnats du monde[1]
  -  Médaille de bronze à l'épreuve par équipe femme aux championnats du monde junior de 2015 à Yankton.
  -  Médaille d'argent à l'épreuve par équipe mixte aux championnats du monde universitaire de 2016 à Oulan-Bator.
  -  Médaille d'argent à l'épreuve individuelle femme aux championnats du monde de 2017 à Mexico.

- Championnats du monde en salle[1]
  -  Médaille d'or à l'épreuve par équipe femme junior aux championnats du monde en salle 2014 à Nîmes.
  -  Médaille d'argent à l'épreuve individuelle femme aux championnats du monde en salle 2018 à Yankton.

- Coupe du monde[1]
  -  Médaille d'argent à l'épreuve par équipe mixte à la coupe du monde 2015 de Shanghai.
  -  Médaille de bronze à l'épreuve par équipe femme à la coupe du monde 2016 de Shanghai.
  -  Médaille de bronze à l'épreuve individuelle femme à la coupe du monde 2016 de Antalya.
  -  Médaille d'argent à l'épreuve individuelle femme à la coupe du monde 2017 de Berlin.
  -  3e à la Coupe du monde à l'épreuve individuelle femme à la coupe du monde 2017 à Rome.
  -  Médaille d'or à l'épreuve individuelle femme à la coupe du monde 2018 de Antalya.

- Universiade[1]
  -  Médaille de bronze à l'épreuve par équipe femme femme à l'Universiade d'été de 2017 de Taipei.
  -  Médaille d'argent à l'épreuve par équipe mixte à l'Universiade d'été de 2017 de Taipei.

- Championnats d'Europe[1]
  -  Médaille de bronze à l'épreuve par équipe femme aux championnats d'Europe de 2014 d'Echmiadzin[2].
  -  Médaille d'or à l'épreuve individuelle femme aux championnats d'Europe de 2016 de Nottingham.
  -  Médaille d'argent à l'épreuve individuelle femme aux championnats d'Europe 2018 de Legnica.

- Championnats d'Europe en salle[1]
  -  Médaille de bronze à l'épreuve par équipe femmes aux championnats d'Europe en salle de 2019 à Samsun

- Jeux européens[1]
  -  Médaille de bronze à l'épreuve d'arc à poulies par équipe mixte aux Jeux européens de 2019 à Minsk